# پیتر وستبروک
پیتر وستبروک (انگلیسی: Peter Westbrook؛ زادهٔ ۱۶ آوریل ۱۹۵۲) ورزشکار تیراندازی با کمان اهل ایالات متحده آمریکا است.
وی در مسابقات کشوری و بین‌المللی در مجموع برندهٔ ۳ مدال طلا، ۶ مدال نقره، ۲ مدال برنز شده‌است.